# Sylwia Bukowicka
Sylwia Bukowicka (ur. 8 lipca 1978 w Gorzowie Wielkopolskim) – polska taterniczka, alpinistka, himalaistka, podróżniczka, fotografka, członkini Związku Polskich Artystów Fotografików, streetworkerka. W roku 2002 zdobywczyni przyznawanej po raz pierwszy nagrody im. Andrzeja Zawady za dotychczasowe osiągnięcia górskie jako najlepiej zapowiadającemu się młodemu podróżnikowi. W 2003 wyróżniona nagrodą Kolosa w kategorii alpinizm za zdobycie dwóch ośmiotysięczników w ciągu jednego roku. Od roku 1998 związana ze Speleoklubem GAWRA w Gorzowie Wielkopolskim. Na co dzień działa w MiserArt - strefie kreatywnej w labiryncie wykluczenia.

## Zdobyte ośmiotysięczniki
- 2003 Gaszerbrum II (8035 m) – piąta Polka w historii na szczycie
- 2003 Czo Oju (8201 m) – ósma Polka w historii na szczycie, pierwsze wejście w sezonie z Juanito Oiarzabalem

## Inne wejścia
- 2019 – Alam-Kuh(inne języki) (4850 m), Demawend (5670 m) – Iran
- 2012 – Ol Doinyo Lengai (2960 m) – do krawędzi krateru
- 2009, 2010, 2012 – Kilimandżaro (5895 m)
- 2006 – Pik Korżeniewskiej (7105 m)
- 2005 – Shivling (6543 m) – Indie
- 2002 – Gasherbrum II (8035 m) – Karakorum, Cho Oyu (8201 m) – Himalaje
- 2001 – Chan Tengri (7010 m) – Kazachstan
- 2000 – Alpamayo (5947 m) – druga Polka w historii na szczycie
- 2000 – Ama Dablam (6856 m) – druga Polka w historii na szczycie
- 1999 – Elbrus (5595 m)
- 1999 – Island Peak (6120 m)
- 1998 – Mont Blanc (4810 m)
- 1997 – Gran Paradiso (4061 m)